# Мала смрт (печурка)
Мала смрт (лат. Galerina marginata) је отровна гљива из породице hymenogastraceae. Гљива је Жућкаста до светлосмеђа. По кишном времену добија тамносмеђу боју. У почетку је испупченог облика касније добијају раширени облик. Гљива је слабо месната и малена. Дршка је смеђа и у основи бела. Гљива мирисом и укусом јако подсећа на брашно. Споре су елиптично јајолике, брадавичасте.

## Станиште
Расте у групама, крајем пролећа до средине јесени. Расте на пањевима и срушеним стаблима.

## Етимологија
Име врсте marginata указује на ребрасте рубове. 

## Употреба
Смртоносно отровна гљива. Симптоми су болови у трбуху, повраћање и пролив, крајњи исход је кома и смрт.